# Koen Laenen
Koenraad (Koen) Laenen is een personage uit de Vlaamse ziekenhuisserie Spoed dat werd gespeeld door wijlen Carl Ridders. Hij was een vast personage in 2005.

## Personage
Dokter Koen Laenen komt opdraven als vervanger van dokter Patrick Mathijssen. Hij was eerst diensthoofd van de spoedafdeling van een klein ziekenhuis. Hij weet zeer goed wat hij wil en wat juist is en laat zich niet beïnvloeden, zeker niet door dokter Gijsbrecht.
Koen is een echte charmeur, die meteen al een paar verpleegsters aan de haak kan slaan. Hij begint ook wat met Marijke, de ex van Luc. Dit levert heel wat discussies tussen Koen en Luc. Luc treitert hem uit wraak, door hem niet meer mee te laten rijden voor interventies en hem enkel lichtgewonden te laten verzorgen. Hun ruzie bereikt een hoogtepunt wanneer Koen tegen Lucs bevelen in op interventie gaat, en hij wordt uiteindelijk ontslagen.

### Vertrek
Na zijn ontslag gaat Koen klagen bij medisch directeur Marijke. Tijdens hun gesprek komt hij er echter achter dat Marijke hem alleen maar gebruikt heeft om Luc het leven zuur te maken. Nu ze Koen niet meer nodig heeft, is ze ook niet van plan hem te helpen zijn job te behouden. Koen vertelt dit alles aan Luc, die zijn ontslag onmiddellijk weer intrekt. Koen is het vertrouwen echter kwijt en besluit niet meer terug te keren. Hij gaat aan de slag in het Onze-Lieve-Vrouwen Ziekenhuis en wordt opgevolgd door Filip Driessen.